# Paulo César Carpegiani
Paulo César Carpegiani (7 de febrer de 1949) és un exfutbolista brasiler i posteriorment entrenador.

## Selecció del Brasil
Va formar part de l'equip brasiler a la Copa del Món de 1974. Com a entrenador ha destacat a la selecció del Paraguai, Vitória o Atlético Paranaense.